# Château de Mortillon
Le château de Mortillon est un château situé à Coulanges, en France.

## Localisation
Le château est situé sur la commune de Coulanges, dans le département français de l'Allier.

## Historique
L'édifice est inscrit au titre des monuments historiques en 2010.